# Aizumi
Aizumi (japanska: 藍住町?, Aizumi-chō) är en landskommun (köping) i Tokushima prefektur i Japan. 